# Oecetis searica
Oecetis searica là một loài Trichoptera trong họ Leptoceridae. Chúng phân bố ở vùng Indomalaya.